# Klaus Heinrich (Musiker)
Klaus Heinrich (* 11. Dezember 1962 in Forst / Baden) ist ein deutscher Musiker, Musikpädagoge, Musik- und Kunstschulleiter, Pianist und Chorleiter.

## Leben
Heinrich besuchte als externer Internatsschüler das katholische Gymnasium St. Paulusheim in Bruchsal. Ab dem Alter von 12 Jahren bekam er Unterricht an der Kirchenorgel bei verschiedenen Lehrern in Heidelberg und Karlsruhe-Durlach. Mit 16 Jahren wurde Heinrich als Schüler in die Klavierklasse von Leonid Schick an der Musik- und Kunstschule in Bruchsal aufgenommen.
Nach dem Abitur studierte er im Fach Klavier an der staatlichen Hochschule für Musik und darstellende Kunst Heidelberg-Mannheim bei Hans Thürwächter im Studiengang Musiklehrer, den er mit Diplom abschloss. Seine Ausbildung intensivierte er danach im Studiengang historische Tasteninstrumente / Hammerflügel an der Schola Cantorum Basiliensis in Basel bei dem Fritz Neumeyer-Schüler Rolf Junghanns. Schon während seiner Studienzeit war Heinrich auch als Chorleiter mehrerer Chöre aktiv und besuchte verschiedene Kurse im Fach Chorleitung. Im Jahr 2024 verlieh ihm der Fachverband der Chorleiter den Titel Chordirektor FDC.
Im Jahr 1985 wurde er Dozent für Klavier an der Musik- und Kunstschule Bruchsal und übernahm im Jahr 1995 die Schulleitung der Musik- und Kunstschule Forst. Seinen künstlerischen Schwerpunkt legte Heinrich auf das Chorwesen und das Musiktheater sowie der Kunst im öffentlichen Raum und dem Aufbau für ein Konzertleben in der Gemeinde Forst auch mit Künstlern wie Axel Zwingenberger und Christian Christl.
Als Pianist wirkte Heinrich regelmäßig bei Konzerten, Radio-, TV- und CD-Einspielungen in verschiedenen Ensembles mit. Er war Mitglied des Salonorchester Schwanen, Trio Melange und Trio Kolibri. 1992 gründete Klaus Heinrich den Musical-Projekt-Chor für Kinder- und Jugendliche, den er bis 2016 leitete. Seit 1995 ist er Chorleiter, Theaterproduzent wie auch Pianist des Gospelchor Forst, seit 1997 Chorleiter der Schola St. Barbara Forst und seit 2016 Mitbegründer des musikalischen Integrationsprojektes „Forum arabisch - deutscher Songs“.
Mit all seinen Gruppierungen gestaltete er zahlreiche Konzerte und Konzertreisen die ihn u. a. nach Köln, Berlin, Landsberg (Halle), Stockholm, Mannheim und Assisi führten. Zusammen mit dem Gospelchor Forst e. V. beteiligt sich Heinrich aktiv an der deutsch-deutschen Partnerschaft zwischen der Gemeinde Forst und der Stadt Landsberg.
Im Jahr 2025 wurde die Gemeinde Forst vom Deutschen Musikrat und dem Bundesmusikverband Chor & Orchester mit dem zweiten Bundespreis als Landmusikort des Jahres ausgezeichnet. Die Jury würdigte dabei das vielseitige und innovative Musikleben der Kommune, das maßgeblich durch das langjährige Wirken von Klaus Heinrich geprägt wurde.

## Auszeichnungen
- 2013: 2. Platz beim SWR4 Chorduell in Stuttgart mit dem Gospelchor Forst[9]
- 2017: Ehrennadel des Landes Baden-Württemberg
- 2017: 1. Preis des Kreisintegrationspreis Landkreis Karlsruhe[10]
- 2021: Verdienstmedaille in Gold der Gemeinde Forst[11][12]
- 2022: Ehrenzeichen in Silber mit Urkunde des Deutschen Chorverbands für 25 Jahre Chorleitertätigkeit
- 2022: Ausgezeichnet durch die Deutsche Stiftung für Engagement und Ehrenamt bei den Volunteer Awards 2022 in der Kategorie „Exceptional Commitment“[13] mit dem 2. Platz für außerordentliches Engagement.[14]
- 2022: 1. Preis beim Kult2022, dem Kulturpreis der TechnologieRegion Karlsruhe unter dem Motto Bühne frei für eine bessere Welt, einer Kooperation zwischen Gospelchor Forst e. V. und Tiyatro Diyalog (Karlsruhe).[15]
- 2025: Verdienstnadel und Urkunde[16] des Bundes Deutscher Amateurtheater für ein bemerkenswertes ehrenamtliches Engagement
- 2025: Ehrennadel in Gold und Urkunde[17] des Landesverband Amateurtheater Baden-Württemberg
- 2025: Silberne Ehrennadel[18], Bund Deutscher Amateurtheater.
- 2025: ACV-Verdienstnadel und Urkunde[19], Allgemeiner Cäcilien-Verband für Deutschland e.V.

## Diskografie
- 1997: Komm, die Nacht gehört der Sünde, Salonorchester Schwanen
- 1997: Momentaufnahmen aus der Musik- und Kunstschule Forst
- 1998: Die Welt mit anderen Augen seh‘n, Schola St. Barbara und Band
- 1999: Salonorchester Schwanen - Salon Orchestra Favourites, Vol. 1 (Naxos)[20]
- 1999: Salonorchester Schwanen - Perlen Europaischer Salonmusic, Vol. 1
- 2001: Salonorchester Schwanen - Salon Orchestra Favourites, Vol. 2
- 2001: Gospelchor Forst
- 2002: muks- mäuschens lieblingslieder
- 2004: Blue Tango, Salon- und Caféhausmusik – Salonorchester Schwanen
- 2005: Lebensglück, Schola St. Barbara und Band
- 2007: Salut d’amour, Salon Orchestra Favourites – Salonorchester Schwanen
- 2009: The golden Age of Salon Music – Salonorchester Schwanen
- 2011: Zwischenzeit, Schola St. Barbara und Band
- 2017: Gospel in Concert (2017 Live), Gospelchor Forst
- 2018: DVD Menschen, Gospels, Lieblingsplätze. Gospelchor Forst
- 2021: #zusammenhalt – EP, Gospelchor Forst